# Архипелаг (фильм)
Архипелаг (англ. Archipelago) — британский фильм 2010 года, написанный и срежиссированный Джоанной Хогг, о семье, отдыхающей на острове Треско, архипелаг Силли.

## Сюжет
Эдвард, Синтия и их мать Патрисия Лейтоны собираются провести 2 недели в съёмном доме на острове Треско для проводов Эдварда — он уезжает на 11 месяцев в Африку, где собирается проводить образовательную работу о безопасном сексе и профилактике СПИДа. Отец семейства также должен был приехать, однако он так и не появляется, а только связывается по телефону. Эдварду не разрешили пригласить с собой его девушку Хлои, так как это должно было быть семейное собрание, однако Патрисия привозит с собой учителя рисования Кристофера и повара Роуз. Ситуация в доме напряжённая, наполненная тревогой и скрытыми обидами. Эдвард находится на грани — он на самом деле не уверен в своём решении поехать в Африку. Он сближается с Роуз и беседует с Кристофером, сестра и мать находятся в собственных проблемах. Обстановка довольно гнетущая, и Роуз решает уехать из дома раньше. В конце фильма отпуск заканчивается, семья прощается с домом.

## В ролях

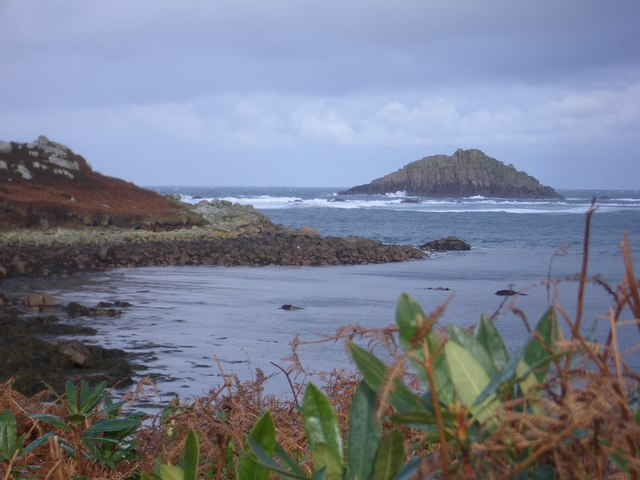
Остров Треско

| Актёр            | Роль            |
| ---------------- | --------------- |
| Кейт Фаи         | Патрисия Лейтон |
| Лидия Леонард    | Синтия Лейтон   |
| Том Хиддлстон    | Эдвард Лейтон   |
| Кристофер Бейкер | Кристофер       |
| Эми Ллоид        | Роуз            |

## Анализ фильма
Сцены «Архипелага» снимались одним дублем с зафиксированной камерой. После окончания действия камера ещё некоторое время остаётся на месте. Это создаёт пространство для молчания и неловкости. В фильме отсутствует музыкальное сопровождение — слышно только пение птиц и ветер. Многие разговоры кажутся полуимпровизированными, представляющими неуверенность и неровный ритм ежедневной речи.
Название фильма проводит параллель между группой островов и разъединённой структурой семьи Лейтонов. Один из главных персонажей фильма, Эдвард, находится в кризисе четверти жизни — он уходит с работы и решает поехать работать волонтёром в Африку. Брат, сестра и мать абсолютно не знают друг друга, несмотря на то, что они называют себя «семьёй». У них либо нет желания сближаться, либо они неспособны на близость. Посторонний человек, Кристофер, с его сочувствием и деликатностью, становится практически отцом Эдварду.

## Критика
| Рейтинги        | Рейтинги |
| Издание         | Оценка |
| --------------- | --- |
| IMDb            | 6 из 10 звёзд · 6 из 10 звёзд · 6 из 10 звёзд · 6 из 10 звёзд · 6 из 10 звёзд · 6 из 10 звёзд · 6 из 10 звёзд · 6 из 10 звёзд · 6 из 10 звёзд · 6 из 10 звёзд                     |
| allmovie        | 4 из 5 звёзд · 4 из 5 звёзд · 4 из 5 звёзд · 4 из 5 звёзд · 4 из 5 звёзд |
| Rotten Tomatoes | 7,7 из 10 звёзд · 7,7 из 10 звёзд · 7,7 из 10 звёзд · 7,7 из 10 звёзд · 7,7 из 10 звёзд · 7,7 из 10 звёзд · 7,7 из 10 звёзд · 7,7 из 10 звёзд · 7,7 из 10 звёзд · 7,7 из 10 звёзд |
| The Guardian    | 5 из 5 звёзд · 5 из 5 звёзд · 5 из 5 звёзд · 5 из 5 звёзд · 5 из 5 звёзд |

Фильм получил 5 звёзд от критика The Guardian Питера Брэдшоу, 4 звезды от Дейва Келхоуна (TimeOut). «Архипелаг» имеет рейтинг 7,7 балла из 10, по версии Rotten Tomatoes, который также сообщает, что 96 % из 25 профессиональных кинокритиков положительно отозвались о фильме. В 2010 году фильм входил в шот-лист Лондонского кинофестиваля.